# Abeomelomys sevia
Abeomelomys sevia — вид мишоподібних гризунів родини мишеві (Muridae). Вид мешкає у тропічних лісах на сході острова Нова Гвінея. Тіло завдовжки 11,4-13,8 мм, хвіст — 14-19 мм, максимальна зареєстрована вага — 52 г.